# معالجة نخاعية

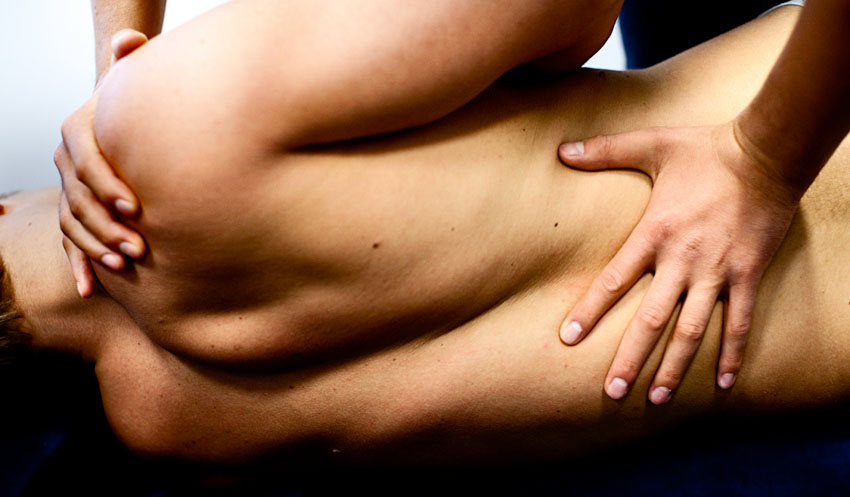

المعالجة النخاعية (بالإنجليزية: Spinal manipulation)‏ هي طريقة تداخل علاجي تجرى على المفاصل النخاعية والتي هي مفاصل زلالية. هذه المفاصل في الحبل الشوكي قابلة لأن تتعرض للمعالجة النخاعية وتتضمن المفاصل الوجيهية والمفصل الفهقي القذالي والمفصل الفهقي المحوري والمفاصل القطنية العجزية والمفصلين العجزيين الحرقفيين والمفاصل الضلعية المستعرضية والمفاصل الضلعية الفقرية. المصادر التوجيهية الوطنية اختلفت في المعالجة النخاعية، فقسم منها لا ينصح به، أما القسم الآخر فجعله خيارا في العلاج، أما القسم الآخر فينصح بفترة علاجية قصيرة للمرضى الذين لا يستجيبون لأنواع أخرى من العلاج.